# Jerry Lynn
Jeremy "Jerry" Lynn (nascido em 12 de Junho de 1963) é um lutador de wrestling profissional estadunidense, mais conhecido pelas suas aparições pelas companhias Extreme Championship Wrestling (ECW), World Wrestling Federation (WWF)  e Total Nonstop Action Wrestling (TNA). Atualmente luta pelos circuitos independentes e na Ring of Honor (ROH).

## Carreira no wrestling
- Treinamento em Cirucitos independentes (1988-1995)
- World Championship Wrestling (1995)
- Extreme Championship Wrestling (1997-2001)
- World Wrestling Federation/Entertainment (2001-2002)
- Total Nonstop Action Wrestling (2002-2007)
- Circuitos independentes (2007-presente)
- Ring of Honor (2008-presente)

## No wrestling
- Ataques
  - Cradle piledriver[1]
  - Cross armbar - WCW[1]
  - Brainbuster
  - Fireman's carry cutter
  - Gory special[1]
  - Over the shoulder belly to back piledriver
  - Rope hung guillotine leg drop[1]
  - Running sitout powerbomb
  - Sunset flip powerbomb
  - Tilt-a-whirl headscissors
  - Tornado DDT[1]
- Alcunhas
  - Dinâmico[1]
  - O novo F'n Show

## Títulos e prêmios
- AAW Wrestling 
  - AAW Heavyweight Championship (1 vez) [4][5]
- Anarchy Championship Wrestling
  - IWA Texas/ACW Heavyweight Championship (1 vez)[1]
  - IWA Texas/ACW Tag Team Championship (1 vez, atual) - com Scot Summers
- Continental Wrestling Association
  - CWA Heavyweight Championship (1 vez)
- East Coast Wrestling Association
  - Vencedor do ECWA Super 8 Tournament (2007)
- Extreme Championship Wrestling
  - ECW World Heavyweight Championship (1 vez)[6]
- Gateway Championship Wrestling
  - GCW Heavyweight Championship (1 vez)[1]
- Global Wrestling Federation
  - GWF Light Heavyweight Championship (1 vez)[7]
- Independent Wrestling Association East Coast
  - IWA East Coast Heavyweight Championship (1 vez)
- Independent Wrestling Association Mid-South
  - IWA Mid-South Heavyweight Championship (1 vez)[8]
- International Wrestling Cartel
  - Vencedor do IWC Super Indy VII tournament (2008)
- New Era Pro Wrestling
  - NEPW Triple Crown Championship (1 vez)[9]
- New York Wrestling Connection
  - NYWC Heavyweight Championship (1 vez)[10]
  - NYWC Interstate Championship (1 vez)[1]
- Pro Wrestling America
  - PWA Heavyweight Championship (1 vez)[11]
  - PWA Light Heavyweight Championship (3 vezes)[12]
  - PWA Tag Team Championship (1 vez)[13] - with The Lightning Kid
- Pro Wrestling Illustrated
  - PWI Mais Improvável Lutador do Ano (1999)[14]
  - PWI o colocou em #117 dos 500 melhores lutadores singulares em 2003[15]
- Showtime Allstar Wrestling
  - S.A.W. International Champion (1 vez)
- Total Nonstop Action Wrestling
  - NWA World Tag Team Championship (2 vezes)[16] - com A.J. Styles (1) e Amazing Red (1)
  - TNA X Division Championship (2 vezes)[17]
- United Wrestling Association
  - UWA Heavyweight Champion (1 vez, atual)
- United States Wrestling Organization
  - USWO Television Championship (1 vez)[1]
- World Wrestling All-Stars
  - WWA International Cruiserweight Championship (1 vez)[18]
- World Wrestling Federation
  - WWF Light Heavyweight Championship (1 vez)[19]